# Raïon de Bitchoura
Le raïon de Bitchoura (en bouriate : Бэшүүрэй аймаг, Bechuureï aïmag, en russe : Бичу́рский райо́н, Bitchourski raïon) est une subdivision administrative (raïon) et une municipalité (raïon municipal) de la république de Bouriatie en Russie. Situé en Sibérie orientale, le raïon se situe dans une zone de montagnes et de steppe du sud de la république, et il estlimitrophe du kraï de Transbaïkalie à l'est. Son centre administratif est le village de Bitchoura, et il compte en tout 35 localités, réparties en 17 municipalités. Sa population s'élevait à 21 036 habitants en 2023.